# Bucculatrix evanescens
Bucculatrix evanescens är en fjärilsart som beskrevs av Braun 1963. Bucculatrix evanescens ingår i släktet Bucculatrix och familjen kronmalar. Inga underarter finns listade i Catalogue of Life.